# Samsun bombázása
Samsun bombázása az Amerikai Egyesült Államok haditengerészete által a görög királyi haditengerészettel közösen végrehajtott katonai akció a törökországi Samsun ellen 1922. június 7-én. Az amerikai-görög hajók 400 célpontot támadtak, míg a városban 25 helyről viszonozták a törökök az ágyúzást. A bombázás közel három órán át tartott. A török függetlenségi háborúban ez volt az első és egyetlen amerikai hadművelet Törökország ellen, az amerikai hadsereg a továbbiakban már csak hadianyag-szállításokkal és tanácsadókkal támogatta a törökök ellen harcoló brit, francia, görög és olasz csapatokat.

## Háttere és lezajlása
Samsun Észak-Anatóliában található, amelynek környékén igen sok görög élt akkoriban, és épp harcban álltak a törökökkel. Pontosz központtal önálló állam (a Pontuszi Köztársaság) létrehozását is célul tűzték ki. Ez volt az egyik oka az amerikai-görög katonai akciónak Samsunban, a másik pedig, hogy a szövetségesek ellen harcoló Török Nagy Nemzetgyűlés fegyveres utánpótlását is megzavarják, illetve megszüntessék a Fekete-tengeren a török hajók cirkálását. Hozzátartozik még mindehhez, hogy a városban voltak amerikai érdekeltségek is, tehát vélhetően azok védelme érdekében szállt ki a haditengerészet, bár nem akarta megkockáztatni a háborúba történő belépést. Április végén már több kisebb-nagyobb incidens történt török és görög hajók között, s többnyire a görögök kezdeményezték mindezeket.
Az akciót végrehajtó hajók amerikai részről: az USS Sands' romboló, az USS McFarland romboló és az USS Sturtevant romboló voltak. A görögöknek két kisebb páncélos hajójuk, négy aknászhajójuk, illetőleg a Naxosz nevű romboló, a Jeórjiosz Avérof nevű cirkáló, a Kilkis csatahajó, és a Leon nevű romboló vonult fel Samsun ellen. A törökök 10 partvédelmi ágyúval és egyéb tüzérségi fegyverrel védekeztek az amerikai-görög hadihajók ellen. Az amerikai támadás nem rongálta meg jelentős mértékben a török logisztikai rendszert, csak polgári áldozatai voltak neki, és főként polgári objektumok szenvedtek kárt. Az amerikaiak egész addig a helyükön maradtak, amíg vissza nem rendelték őket a megszállt Konstantinápolyba. Reggel 8 órakor Robert L. Ghormley admirális orvosi segítséget küldött a partra, amennyiben amerikai sérültek vagy halottak lettek volna a városban.

## Hatása és következményei
A The New York Times június 11-én számolt be a törökországi amerikai akcióról, és görög forrásokra hivatkozva állította, hogy a török ellenállók lőszerkészleteit semmisítették meg Samsunban. Az újság megemlíti, hogy az American Tobacco Company samsuni dohányüzeme is enyhén megrongálódott, és néhány ember életét vesztette. Az újság másnapi cikke viszont már arról számol be, hogy egy amerikai torpedónaszád súlyos támadást intézett Samsun ellen, a görög jelentés szerint ennek 90 halottja volt, és az okozott anyagi kár is jelentős. A török ellenállók utánpótlását biztosító raktárak, amelyek három mérföldre voltak a várostól, nem sérültek.
Az amerikai bombák valóban jelentős kárt okoztak Samsunnak, mert nemcsak a törökök épületei, de a görög tulajdonú ingatlanok is jelentős mértékben sérültek, az egyik görög boltos 30 ezer lírányi kárt szenvedett el. Megsemmisült a helyi kormányzó irodája, súlyosan rongálódott az itteni görögök papjának a háza, továbbá egy örmény templom és egy árvaház is. Leégtek továbbá olyan házak és konténerek, amelyek ásványiolaj-származékokat és egyéb üzemanyagokat tartalmaztak. Elégett többek között 9469 bádogkannányi, az Egyesült Államokból származó kerozin, illetve még 19 800  bádogkanna oroszországi eredetű kerozin is, rajtuk kívül nagy mennyiségű benzin, illetve gázolaj semmisült meg, utóbbiakat is főként Oroszországból importálták.
A The New York Times túlzó becsléseivel ellentétben a bombázásnak négy halottja és három sebesültje volt a török civilek közül.